# Euxoa fulda
Euxoa fulda är en fjärilsart som beskrevs av Smith 1900. Euxoa fulda ingår i släktet Euxoa och familjen nattflyn. Inga underarter finns listade i Catalogue of Life.